# 尚之信
尚之信（1636年8月2日—1680年10月9日），字德符，号白岩，别称“俺答公”，汉军镶蓝旗人，祖籍山西洪洞，平南王尚可喜长子。尚之信年少时曾入宫为侍卫，顺治帝赐其同公爵秩。及后，尚之信归广东，辅佐尚可喜处理藩内军政，之信大权独揽，与尚可喜多有不合。可喜以其酗酒嗜杀，奏请朝廷改以次子之孝袭平南王爵。在三藩之乱中，尚之信接受吴三桂招讨大将军、辅德亲王之职爵，反叛清廷。不久，因与吴三桂龃龉，旋即降清，封奋武大将军、袭平南亲王。1680年（康熙十九年），因被家属、部将告发仍怀有异志，尚之信被康熙帝赐死于广州。

## 生平

### 早期
尚之信生于1636年（崇德元年）七月二日戌时，平南王尚可喜次子，母胡氏。因长兄尚之忠出继伯父尚可进，故为长子。尚之信少有勇力，嗜酒，不拘小节，早年追随其父于镇所。顺治年间，尚之信入宫担任侍卫，顺治帝以尚可喜功多，赐之信同公爵秩，称其“安达”（即满语“兄弟”之意），因此有“俺答公”之称。1671年（康熙十年），尚可喜因年迈，上疏请求尚之信返回广东佐理藩下军政事务，康熙帝允其请。尚之信回广东后，另建营宅，自揽大权，与尚可喜多有矛盾。尚可喜幕僚金光反感之信所作所为，经常为可喜出谋划策。1673年，尚可喜听从金光的建议，上疏朝廷请求带二佐领归老辽东海城，以之孝袭平南王爵。康熙帝以此为契机宣布撤藩，结果吴三桂造反，开启三藩之乱，朝廷紧急下令停裁尚藩，命尚可喜留镇广东。

### 依附三桂
三藩之乱爆发后，尚可喜仍然忠于清廷，潮州总兵刘进忠响应叛乱，可喜遣其次子尚之孝统兵讨伐。尚可喜对尚之信酗酒嗜杀非常不满，奏请以之孝袭平南王爵，康熙帝感念可喜忠诚，允其请，封尚之孝为平南大将军、之信为讨寇将军。此举引起尚之信不满，为家族团结之计，尚之孝上书请辞平南亲王爵。1676年春，尚可喜病重，总兵祖泽清、孙楷宗、水师副将赵天元相继叛变，孙延龄、耿精忠、郑经势力纷纷入侵广东，形势危急。尚之信借机派兵围住平南王府，杀死金光，罢尚之孝兵权，投靠吴三桂，尚可喜自尽未成，不久忧郁而终。吴三桂授予之信招讨大将军、辅德公，旋即进封辅德亲王。三桂又以董重民为两广总督驻肇庆、谢厥扶为将军，水陆互为照应，屡次催促尚之信出兵。之信出金十万贿赂之，催促乃止。尚之信不满吴三桂插手广东事务，又着手密谋降清，他遣使大将军喇布军前表示戴罪立功之意，康熙帝宣谕安抚之信。1677年，尚之信诱捕董重民，谢厥扶兵败入海，遣都统尚之瑛迎清军。康熙帝权益利弊，考虑到尚可喜有大功勋于清廷，优容尚之信，命其承袭平南亲王爵，从叛部署皆恢复旧职，尚之信遂遣使入贡。

### 降清之后
1677年秋，傅宏烈在广州与吴世琮作战，尚之信遣总兵尚从志等三千人支援。康熙帝令尚之信自韶州出兵，取宜章、郴州、永州，之信以广东土贼众多为借口进行推託。莽依图攻韶州，康熙帝令尚之信移兵梧州，又不从。莽依图所部深入广西，康熙帝令尚之信策应，之信又以广东三郡初定为借口搪塞，后在康熙帝强令下派遣部将王国栋赴宜章。1678年，吴三桂病死，尚之信自请进兵广西，康熙帝授之信奋武大将军，与其余各路大军并进。1679年，赵天元降清，尚之信奏请处死之。大军进至橫州，尚之信称疾而还，遣总兵时应运随莽依图。吴周所部占据武宣，康熙帝反复催促尚之信出兵。1680年春，尚之信自率大军进攻武宣。

### 赐死及身后
尚之信为人猜忌，与尚之孝不合，因之孝常年统兵，之信不愿意其留在广州，遂上疏将之孝排挤回京师。此外，之信行为暴虐，醉酒即怒，时常拔刀或持弓伤人、对属下私刑凌辱。孙楷宗复降清廷，康熙帝宽免其罪，尚之信却将其杖杀。部将王国栋、尚之璋、甯天祚等怨恨，密谋除掉之信，与巡抚金儁皆上书表示之信桀骜不驯、仍怀有二心。康熙帝下令将尚之信逮捕，发还广州，之信上疏抗辩，被康熙帝夺官削爵，勒令进京。部将李天植因忿恨王国栋告发之信，与之信诸弟，之节、之璜、之瑛以议事为名将国栋诱杀，后皆被赉塔所捕。1680年闰八月十七日，尚之信被勒令自裁，妻子入官。尚之节、尚之璜、尚之瑛、李天植遭处斩。
尚之信葬于广州西报资寺。他死后，尚藩遭到清廷裁撤，所部十五佐领改隶汉军，驻防广州。尚氏家族被召还北京，子弟被编成五个佐领，隶汉军镶蓝旗，其中第三参领第五佐领为勋旧佐领，由尚氏家族世袭。1702年（康熙四十一年），康熙帝特旨将尚之信妻子归宗，赐田房、奴仆，其女五人择配。根据《尚氏宗谱》记载，康熙帝给予尚之信平反，认识到其“贞诚”，尚氏内部也认为尚之信“阳为顺逆，实保地方”，并在乾隆中期的宗谱续序中加以说明。有学者认为尚家不敢在康雍乾时代捏造事实，因此具有一定可信度。但清史学界对于尚之信依附吴三桂是不是权宜之计还存在争议。

## 家属
- 母胡氏。
- 妻耿氏，靖南忠敏王耿继茂之女。[參⁠ 10]
- 子尚崇溢等三人。[參⁠ 13]
- 女五人[參⁠ 10]，一女為革退二等侍衛達祜第四子達賴（即鎮國將軍洛託之孫、追封多羅和惠貝勒寨桑武之曾孫、追封和碩莊親王舒爾哈齊之玄孫）之嫡妻。[參⁠ 14]。

## 延伸阅读
[在维基数据编辑]
 《清史稿·卷474》，出自趙爾巽《清史稿》
 在维基共享资源阅览影像